# Road to the Isles

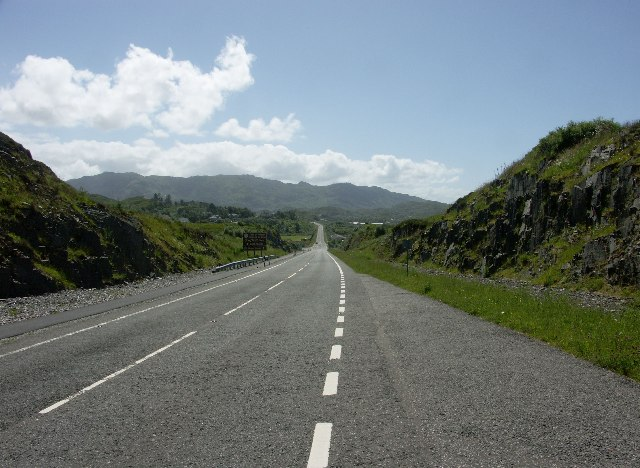
Streckenabschnitt bei Morar

Road to the Isles ist eine Panoramastraße im schottischen Hochland. Sie liegt in der Council Area Highland und verbindet die Orte Fort William und Mallaig. Sie verläuft weitgehend parallel zur Trasse der West Highland Line, auf der im Sommer der dampfbetriebene Touristikzug The Jacobite verkehrt. 
Die Straße ist etwa 70 Kilometer lang und führt an zahlreichen Sehenswürdigkeiten der Highlands vorbei. Sie beginnt im Touristenzentrum Fort William. Nach wenigen Kilometern erreicht der Reisende in Banavie die Schleusentreppe des Kaledonischen Kanals, Neptune’s Staircase genannt. Danach biegt die Straße nach Westen ab und führt entlang der Nordküste von Loch Eil. Wenige Kilometer weiter westlich trifft man auf das Glenfinnan Monument am Loch Shiel und auf den aus mehreren Filmen bekannten Glenfinnan-Viadukt.
Anschließend verläuft die Straße parallel zum malerischen Loch Eilt, um wenig später die schottische Westküste zu erreichen, von wo aus sich einige spektakuläre Blicke auf die Inseln Rùm und die Eigg eröffnen. Die Route führt nun nach Norden entlang jener Küstenabschnitte, die als Drehorte für die Strandaufnahmen im Film Local Hero verwendet wurden. Als besonders sehenswert gilt dabei der silbrig schimmernde Strandabschnitt bei Morar, welcher auch als Silver Sands of Morar bekannt ist. Wenige Kilometer weiter nördlich endet die Route am Fährhafen von Mallaig.  
Die Route der Road to the Isles entspricht weitgehend dem Verlauf der A830. Reisende können diese gut ausgebaute Straße aber in Arisaig verlassen und auf die parallel verlaufende B8008 wechseln, die wesentlich näher an der Küste entlang verläuft. Beide Straßen treffen bei Morar wieder zusammen.